# Karl von Habsburg
Karl von Habsburg (polno ime: Karl Thomas Robert Maria Franziskus Georg Bahnam), avstrijski politik, trenutni vodja rodbine Habsburg-Lothringen in teoretično prvi v vrsti za avstro-ogrski prestol, * 11. januar 1961. Kot državljan Republike Avstrije nosi uradno ime Karl Habsburg-Lothringen.
Karl je sin Otta in Regine von Habsburg ter vnuk zadnjega avstro-ogrskega cesarja Karla I. Je vodja in suveren avstrijskega reda zlatega runa. Karl von Habsburg je bil med leti 1996 in 1999 poslanec Avstrijske ljudske stranke v Evropskem parlamentu, znan pa je tudi kot proevropejec in zagovornik panevropskega gibanja.
Kariera Karla von Habsburga se osredotoča na vprašanje varovanja kulturne dediščine pred grožnjami, kot so oboroženi spopadi in naravne nesreče. Od leta 2008 do avgusta 2020 je bil predsednik kulturnovarstvene organizacije Blue Shield International. V letih 1992/1993 je z avstrijsko javno televizijo ORF vodil televizijsko oddajo Who Is Who.

## Zgodnje življenje
Karl von Habsburg se je rodil 11. januarja 1961 v Starnbergu na Bavarskem. Krščen je bil v Pöckingu na Bavarskem kot nadvojvoda Karl Avstrijski (Erzherzog Karl von Österreich).
Ob njegovem rojstvu je bil njegov oče de facto brez državljanstva in je imel španski diplomatski potni list (odraščal je v Španiji), mati pa je bila nemška državljanka. Tako kot njegov oče ter bratje in sestre je bil prva leta svojega življenja izgnan iz Avstrije. Kasneje je avstrijsko upravno sodišče prošnjo za vrnitev v državo razglasilo za zakonito in družina je junija 1966 dobila vstopni vizum 

### Habsburški nazivi
Leta 1961 se je Karlov oče Otto von Habsburg odpovedal vsem zahtevam po avstrijskem prestolu, kar je bil nujni pravni pogoj za vrnitev v Avstrijo. Karl ne uporablja naslovov svojih prednikov, saj je za razliko od večine evropskih držav na Madžarskem in v Avstriji tudi neuradna uporaba tovrstnih nazivov prepovedana. Habsburg je o tem dejal:
Ne oziram se na nazive, nisem tako nečimren. Ljudje te nazive uporabljajo iz spoštovanja do zgodovine in vloge moje družine v zgodovini.
Čeprav je Zakon o odpravi plemstva leta 1919 odpravil vse avstrijske in madžarske plemiške, kraljeve in cesarske nazive in je njihova uporaba v teh državah še vedno nezakonita, mediji drugje občasno nazivajo von Habsburga po nazivih njegovih prednikov kot avstrijskega nadvojvodo ter kraljevega princa Ogrske, Češke in Hrvaške.
Na zahtevo ZSSR, ki je bila previdna do obnove monarhije, so protihabsburški zakoni leta 1955 postali obvezne mednarodne in ustavne sestavine Avstrijske državne pogodbe. Družina je poskušala doseči vrnitev nekdanjega premoženja po pravilih za žrtve nacističnega režima. Poskus Karla von Habsburga je propadel, ker ima zakon o razlastitvi še vedno ustavni status. 1. januarja 2007 se je njegov oče odrekel položaju vodje hiše Habsburg-Lothringen, ki je s tem prešel na Karla. Leta 2008 je postal veliki mojster reda svetega Jurija.
Kot vodja Habsburško-Lotarinške hiše Karl prevzema številne obveznosti. Na eni strani so to kulturne, zgodovinske, politične, pa tudi turistične prireditve, na drugi strani pa zaveze viteškim redom, društvom ali vojaškim enotam. Številni dogodki, kot je sodelovanje pri mirovnem poletu leta 2018 kot pilot s svojim letalom, so se nanašali na stoto obletnico prve svetovne vojne. Leta 2019 je bilo veliko dogodkov v čast njegovemu predniku, cesarju Svetega rimskega cesarstva Maksimilijanu I. Pri delu ga podpira generalni adjutant.

### izobrazba
Med letoma 1982 in 1989 je Habsburg na Univerzi v Salzburgu študiral pravo, filozofijo in politologijo.
Svoj prvi staatsexamen je opravil leta 1984. Medtem je preživel eno leto na študiju prava in filozofije na Michiganske državne univerze v Združenih državah Amerike. Leta 2012 je na univerzi IMADEC diplomiral iz poslovanja in prava. 

## Kariera

### Vojaška služba
Habsburg je vojaški rok služil leta 1981 kot poveljnik Jäger (pehotnega) voda kot enoletni prostovoljec pri avstrijskih oboroženih silah, kjer je kasneje opravil tudi šolanje za pilota. Trenutno je rezervni Hauptmann (stotnik) v avstrijskem letalstvu. Hkrati je tudi uradnik za zaščito kulturnih dobrin avstrijske vojske, sprva pri osebju vojaškega poveljstva v Salzburgu, kasneje pri vrhovnem poveljstvu oboroženih sil, trenutno pa pri IHSW na štabni šoli. Kot padalec je bil leta 2001 izvoljen za predsednika Evropskega združenja vojaških padalcev (Europäischen Militär- Fallschirmsprungverbandes eV). To vlogo opravlja še danes.

### Aktivizem
Od leta 1986 je Habsburg predsednik avstrijske podružnice Panevropske unije, ki je soorganizirala Panevropski piknik. Maja 1990 je Habsburg kot predstavnik Panevropske unije osebno vodil konvoj pomoči v Vilno s hrano, zdravili in oblačili kot odgovor na blokado surovin s strani Sovjetske zveze po razglasitvi neodvisnosti Litve marca istega leta. Leta 1991 je organiziral mednarodno pomoč proti uničevanju v Dubrovniku in v nekdanji Jugoslaviji.

### Evropski parlament
Oktobra 1996 je bil Habsburg izvoljen za poslanca Evropskega parlamenta (MEP) iz Avstrije, kjer je zastopal Avstrijsko ljudsko stranko.

### Nezastopani narodi in ljudska organizacija
Usmerjevalni odbor UNPO (Organizacija nezastopanih narodov in ljudstev) ga je 19. januarja 2002 imenoval za generalnega direktorja UNPO.

### Modri ščit
Od 7. decembra 2008 je predsednik Združenja nacionalnih komitejev Modrega ščita,  kulturnovarstvene organizacije, ki je kasneje postala Blue Shield International. Habsburg je bil močan zagovornik tistih, ki so ustvarili seznam območij kulturne dediščine in kulturnih znamenitosti, ki jih je treba ohraniti, ko so bili izvedeni napadi ali letalske operacije. To je Natove enote posebej spodbudilo k zaščiti kulturnih dobrin ter gospodarske in kulturne osnove civilnega prebivalstva.
Habsburg posebno podpira združevanje vojaškega in civilnega osebja ter sodelovanje različnih mednarodnih organizacij za zaščito kulturnih dobrin, kot so Modri ščit, UNIFIL in napotitev Unesca v Libanon leta 2019 ter sodelovanje z Mednarodnim komitejem Rdečega Križa leta 2020. Po eksploziji v pristanišču Bejrut v Libanonu poleti 2020 je Habsburg pomagal pri usklajevanju obnove in pomoči na samem kraju. Avgusta 2020 je na generalni skupščini odstopil s položaja predsednika Modrega ščita.
Od leta 2010 je predsednik svetovalnega odbora Kompetenčnega centra za varstvo kulturne dediščine in kulturnih dobrin Univerze na Dunaju, kjer predava in izvaja tečaje usposabljanja po vsem svetu o vlogi vojske pri varovanju kulturnih dobrin, na primer na Poveljstvu Združenih držav Amerike za Afriko, Centru odličnosti za civilno-vojaško sodelovanje ali Terezijanski vojaški akademiji. Poudarja, da je za varstvo kulturnih dobrin ključnega pomena, biti hitro na kraju samem: „Zavedamo se, kako pomembno je biti hiter in na mestu kjer obstaja potencialni konflikt ali dejanski konflikt; tam moraš biti zelo hiter, da oceniš in vidiš, kaj lahko storiš, da takoj pomagaš.“

### Poslovne in medijske dejavnosti
V letih 1992/1993 je z avstrijsko javno televizijo ORF vodil televizijsko oddajo Who Is Who.
Od leta 2009 je delničar medijske skupine na Nizozemskem, ki jo sestavljajo radijske postaje, revija in glasbeni televizijski kanal. Je tudi eden od treh soustanoviteljev BG Privatinvesta, investicijske družbe s sedežem na Dunaju. Decembra 2010 je družba kupila dva najpomembnejša bolgarska dnevna časopisa Dneven Trud in 24 Časa. Po nenehnih sporih z bolgarskimi partnerji je BG Privatinvest aprila 2011 časopisa prodal

## Osebno življenje
Habsburg od leta 1981 živi v Avstriji in je do leta 2022 prebival v hiši Casa Austria, prej imenovani Villa Swoboda, v Anifu, blizu mesta Salzburg. 31. januarja 1993 se je v Mariazellu poročil z baronico Francesco Thyssen-Bornemisza (*7. junij 1958, Lozana), edino hčerko barona Hansa Heinricha Thyssen-Bornemisze de Kászona, evropskega industrialca, in njegove tretje žene, manekenke Fione Frances Elaine Campbell-Walter. Poroka je dobila dinastično pooblastilo Karlovega očeta kot poglavarja Habsburžanov, kljub ugovorom nekaterih družinskih članov, saj nevesta, čeprav baronica v plemstvu predrepublikanske Ogrske in Transilvanije, ni kanonično sestopila v zakonito moško linijo iz družine dinastičnega (vladajočega ali prej vladajočega ali mediatiziranega) statusa.
Po 10 letih zakona se je par leta 2003 razšel Ločila sta se leta 2017.
Karl in Francesca imata tri otroke:
- Eleonore Maria del Pilar Iona Christina Jelena (rojena 28. februarja 1994 v Salzburgu). 20. julija 2020 civilno poročena z Jérômeom d'Ambrosiom.
- Ferdinand Zvonimir Maria Balthus Keith Michael Otto Antal Bahnam Leonhard (rojen 21. junija 1997 v Salzburgu).
- Gloria Maria Bogdana Paloma Regina Fiona Gabriela (rojena 15. oktobra 1999 v Salzburgu), njena botra je Gloria, princesa Thurn in Taxis.[54]

Spomladi 2022 se je Karl na Portugalskem poročil s Christian Nicolau de Almeida Reid, ki je portugalskega porekla.
Marca 2020, med pandemijo COVID-19, se je Habsburg pozitivno testiral za virus in se samoizoliral v svojem domu.  Po skoraj treh tednih karantene je bil zopet zdrav. Po prebolenju je izrazil spodbudo, naj ljudje dosledno upoštevajo uradne zaščitne ukrepe, preživele pa je pozval, naj darujejo krvno plazmo.

### Kontroverzije
Julija 1998 je avstrijsko sodišče Karla von Habsburga kaznovalo s 180.000 šilingi, ker carinikom ni prijavil, da ima v svoji prtljagi starinski diadem, ko je julija 1996 prečkal mejo iz Švice  Diadem je pripadal njegovi ženi, ki ga je nameravala nositi na poročnem obredu.
Istega leta so se pojavili dokazi, da je med Habsburgovo volilno kampanjo za članstvo v Evropskem parlamentu dve leti prej njegova politična stranka ÖVP prejela najmanj 30.000 mark donacij World Visiona preko Paneurope Austria, medtem ko je Karl von Habsburg zasedal upravo World Vision Austria, ne da bi opazil direktorjevo dvomljivo zakonito dejavnost. Njegov oče je polemiko še zaostril, ko je potožil, da je bil njegov sin neupravičeno napaden, in potegnil vzporednico med pojmom "Habsburžan" in rumeno značko. Za volitve leta 1999 ÖVP ni predlagala Habsburga. Leta 2004 je Karl von Habsburg novi podružnici World Vision Austria plačal 37.000 evrov.

## Redovi in odlikovanja

### Dinastični
- Rodbina Habsburg-Lothringen:
  - Suveren in veliki mojster Reda zlatega runa[61]
  - Suveren Reda zvezdnega križa[61]
  - Suveren in veliki mojster Reda sv. Jurija[62]
- Hiša Bourbonov - Dve Siciliji:
  - Vitez Konstantinovega reda sv. Jurija
- Sulujska kraljeva družina:
  - Veliki kordon Kraljevega in Hašemitskega reda bisera[63]

### Državni
- Tonga: 
  - Viteški veliki križ Reda najbolj predane kraljeve družine Tonge 
  - Kronanjska medalja kralja Tupoua VI.
- : Suvereni malteški viteški red
  - Sodni izvršitelj veliki križ časti in predanosti suverenega malteškega viteškega reda

### Ostali
- Veliki mojster vojaškega reda svetega Sebastijana v Evropi (Ritterschaft vom Heiligen Sebastianus in Europa)[64]
- Vrhovni nosilec Couleurja avstrijskih katoliških študentskih bratovščin (»katholisch-österreichischen Landsmannschaften «) [65]
- Zaščitnik reda vitezov vina (Ordo Equestris Vini Europae)[66]
- Ehrenritter Tevtonskega reda[67]